# Die Fixies
Die Fixies (russisch Фиксики, Fixiki, von englisch „to fix“ – „reparieren, ausbessern, fixieren“) ist eine russische 3D-Computeranimationsserie für Kinder, basierend auf der Geschichte Warranty Men (rus. Гарантийные человечки) von Eduard Uspenski. Die Premiere fand am 13. Dezember 2010 in der TV-Sendung Gute Nacht, Kinder! auf dem Sender Rossija 1 statt. Die Serie ist im Internet auch in Deutsch und Englisch verfügbar.
Die Serie wurde von der Produktionsfirma Aeroplane Productions erstellt. Die Idee zur Serie stammt von Alexander Tatarsky. Die Animationsserie über die Gesetze der Physik und Chemie wurde im Jahr 2016 ins US-amerikanische Bildungsprogramm aufgenommen. 104 Folgen der Serie stehen für 30 Millionen amerikanische Schüler bis zur 5. Klasse als digitaler Inhalt von Discovery Education zur Verfügung.
Ein besonderes Zeichen für Fixies ist eine Handfläche mit drei hervorstehenden Fingern (Daumen, Zeigefinger und Mittelfinger). Manchmal ist es nur eine Begrüßung, manchmal ist es ein Treueid zu den Gesetzen der Fixies, aber meistens symbolisiert es eine gut gemachte Arbeit und ein erreichtes Ziel und wird durch den Ausruf „Tydysch!“ gezeigt. Das Schild schmückt die Kleidung von Fixies, deren Arbeitsgeräte und Transport.

## Geschichte
Die computeranimierte Serie erzählt von der Familie „Fixies“: kleinen Männlein, die in den technischen Haushaltsgeräten leben und ihre Pannen beheben. Es gibt neun Fixies in der Serie: „Papus“, „Masya“ und ihre Kinder „Simka“ und „Nolik“ sowie Großvater „Großfix“ (Opa). Dazu auch die Klassenkameraden von Simka und Nolik: „Fire“, „Ziffer“, „Spule“ und „Verta“. Ebenfalls in der Animationsserie sind „Tom Thomas“ – ein achtjähriger Junge, in dessen Haus die Fixies leben, sein Chihuahua Kusachka (Kaubacke), die Eltern des Jungen, die Spinne „Zhuchka“, Tom Thomas’ Freundin „Katya“, sein Klassenkamerad „Vaska“ und Tom Thomas’ Großmutter.
In der zweiten Staffel erschienen neue Helden: Professor „Eugenius Chudakov“ und seine Sekretärin „Elisa“.

## Helden der Trickfilmserie

### Die Fixies
- Simka – Das orange Fix-Mädchen ist ungefähr 11 Jahre alt und die ältere Schwester von Nolik. Sie ist immer bereit, Freunden zu helfen. Die technisch versierte liebt es, ihr Wissen zu demonstrieren. In der Beauty zeigt sie große Sympathie für Fix-Junge Fire.
- Nolik – Der jüngere Bruder von Simka mit einem blauen Körper. Nach menschlichen Maßstäben ist er fünf Jahre alt. Er ist freundlich und direkt. Nolik fehlt manchmal Wissen und Erfahrung, was ihn nicht von seiner eigenen Meinung abhält. Daher gerät er oft in schwierige Situationen, mit denen er nicht fertig werden kann. Nolik ist der beste Freund von Fire.
- Papus – Papus ist der Vater von Simka und Nolik und grün. In der Vergangenheit arbeitete er in einer Weltraumstation und beschäftigte sich dort mit der anspruchsvollsten Technik. Er hatte immer davon geträumt, in den Weltraum zu fliegen, blieb aber immer in der zweiten Besetzung. Er spricht gerne über seine Jugend. Jetzt ist Papus ein Familien-Fix und arbeitet in einer gewöhnlichen Wohnung. Zum ersten Mal erscheint er in der vierten Folge, Wecker.
- Masya – Die Frau von Papus und Mutter von Simka und Nolik. Sie hat einen pinken Körper und ist hoch qualifiziert, besonders gut in Küchengeräten. Sie liebt Sauberkeit und Ordnung. Die Routinearbeit erledigt sie leichtfertig und sie ist praktischer veranlagt als ihr verträumter Mann. Zum ersten Mal erscheint sie in der dritten Folge, Staubsauger.
- Großfix – Der Fix-Opa ist braun und ähnelt einem alten Lehrer. Er erhält alte Weisheit und Bräuche und ist ein großartiger Geschichtenerzähler. Zum ersten Mal erscheint Grandpus in der 26. Folge, Music Box. Er ist der Großvater von Simka und Nolik.
- Fire – Der Stellvertreter der jüngeren Generation von Charakteren ist ein Klassenkamerad von Simka und ist mindestens 11 Jahre alt. Der kräftige Fix-Junge hat leuchtende rote LEDs. Oft nennen seine Mitschüler ihn „Motor unserer Klasse“. Zum ersten Mal erscheint er in der 53. Folge, Team. Er hat sich noch nicht entschieden, ob er Simka oder Verta mehr mag.
- Ziffer – Er ist ein 11 Jahre alter, lilafarbener Fix-Junge. Ziffer trägt eine Brille und geht in dieselbe Klasse wie Simka und anderen Fix-Kinder. Er gilt als der klügste Fix in ihrer Schule. Ziffer ist ein typischer Denker und Theoretiker, und er zieht es vor, nicht gestört zu werden. Freunde scherzen oft über seine Unannehmlichkeiten oder nennen ihn „Gehirn unserer Klasse“. Zum ersten Mal erscheint er in der 53. Folge Team.
- Spule – Die zwölfjährige Klassenkameradin von Simka ist ihre beste Freundin. Dieses Mädchen zeichnet sich durch die gelbe Farbe der LEDs und ihren einfachen Charakter aus. Die gutmütige, sehr vertrauensvolle und ehrliche Spule ist bereit, an jeden Unsinn zu glauben. Toola ist so positiv eingestellt, dass es unmöglich ist, mit ihr zu streiten. Die Fix-Kinder nennen sie „Seele unserer Klasse“. Zum ersten Mal erscheint die in der 53. Folge Team. In der Folge Die sprechende Puppe zeigt sie ihre Einstellung gegenüber Ziffer. Sie versteckt ein Bild von ihm in ihrem Pack-o-mat.
- Verta – (vom Französischen „vert“-«grün») – Die zehnjährige Mitschülerin von Simka ist ein charmantes Fix-Mädchen und kann sich mit den schönsten LEDs der Klasse rühmen: hellgrün. Alle Jungen sind begeistert von Verta, ebenso wie sie selbst. Sie gilt als Schönste im Klassenzimmer, setzt das oft zielgerichtet ein und erreicht damit ihre Ziele. Das Fix-Mädchen ist bereit zu helfen, will aber zuerst davon überzeugt werden. Oft nennen sie die Fix-Kinder „Das Gesicht unserer Klasse“. Zum ersten Mal erscheint es in der 53. Folge Team. Ebenso zeigt sie Gefühle für Fire.

## Abendfüllende Animationsfilme
Der Trailer zum ersten abendfüllenden Animationsfilm wurde am 27. Dezember 2016 veröffentlicht.
Die Premiere fand am 28. Oktober 2017 statt.
Am 20. Juli 2017 wurde bekannt gegeben, dass die Entwicklung und Produktion eines zweiten Teils begonnen hatte.
Im September 2018 wurde der 29. Dezember 2019 als das Erscheinungsdatum des zweiten Films Fixies vs. Krabots (2019) bekanntgegeben.
Der Trailer wurde am 29. März 2019 veröffentlicht.

## Episodenliste
Bislang erschienen drei Staffeln der Serie.

### Staffel 1
| - 1 CD - 2 Remote - 3 Staubsauger - 4 Wecker - 5 Siphon - 6 Kühlschrank - 7 Code sperren - 8 SMS - 9 Ballon - 10 Wasserkocher - 11 Zahnbürste - 12 Mikrowelle - 13 Schrauben - 14 Eisenbahn - 15 Das Ersatzteil - 16 Hefter - 17 Aquarium - 18 Tastatur - 19 Kugelschreiber - 20 Handy | - 21 Taschenlampe - 22 Waschmaschine - 23 Roboter - 24 Thermometer - 25 Magnet - 26 Spieldose - 27 Garland - 28 Kurzschluss - 29 Fön - 30 Der Ventilator - 31 Kompass - 32 Solar - 33 Schiff - 34 Schlagsahne - 35 Hebel - 36 Zauberstab - 37 Nachtlicht - 38 Reißverschluss - 39 Cartoon - 40 Mixer | - 41 Lupe - 42 Papier - 43 Termos - 44 Alarm - 45 Skalen - 46 Sparbüchse - 47 Konservendose - 48 Internet - 49 Lügendetektor - 50 Karamell - 51 Mikrofon - 52 Spiegeln |

### Staffel 2
| - 53 Team - 54 Nolik's Würfel - 55 Katapulte - 56 Spot - 57 Belüftung - 58 Reibungskraft - 59 Türklingel - 60 Hilfe - 61 Schrott - 62 Maskieren - 63 Ebene - 64 Knetmasse - 65 Kettenreaktion - 66 Puppe im Gespräch - 67 Barcode - 68 Globus - 69 Prothese - 70 Kamera - 71 Trommel - 72 Kaleidoskop | - 73 Pfeifen - 74 Drähte - 75 Navigator - 76 Rüstung - 77 Feuerlöscher - 78 Watch - 79 Manipulator - 80 Videoanruf - 81 Reflexe - 82 Ofen - 83 Hund - 84 Grammophon - 85 Schlüsselkarte - 86 Biene - 87 Ecotester - 88 Airbag - 89 Batterien - 90 Anweisung - 91 Schach - 92 Labor | - 93 Schattentheater - 94 Antenne - 95 Werkzeuge - 96 Knoten - 97 Babysitterin (16. Dezember 2014) - 98 Zeichnung (17. Dezember 2014) - 99 Fixyphone (18. Dezember 2014) - 100 Lift (19. April 2015) - 101 Chicken (7. Mai 2015) - 102 Sensor (15. Mai 2015) - 103 Unsichtbare Tinte (22. Mai 2015) - 104 Fussball (1. Juni 2015) |

### Staffel 3
| - 105 Aerosol (26. Juni 2015) - 106 Cinema (22. August 2015) - 107 Notes (19. September 2015) - 108 Konstruktor (3. Oktober 2015) - 109 Schönheit (17. Oktober 2015) - 110 Kopie (31. Oktober 2015) - 111 Papagei (14. November 2015) - 112 TV (12. Dezember 2015) - 113 Programm (26. Dezember 2015) - 114 Toilette (9. Januar 2016) - 115 Getriebe (19. März 2016) - 116 Mikroben (14. Mai 2016) - 117 Sieve (6. August 2016) - 118 Simulator (1. Oktober 2016) - 119 Regenbogen (29. Oktober 2016) | - 120 Eisen (25. November 2016) - 121 Vitamine (9. Dezember 2016) - 122 Chocolate (21. Januar 2017) - 123 U-Boot (4. Februar 2017) - 124 Die Spinne (1. April 2017) - 125 Geld (12. Mai 2017) - 126 Feeder (9. Juni 2017) - 127 Rucksack (7. Juli 2017) - 128 Spülmaschine (4. August 2017) - 129 Zeitmaschine (1. September 2017) - 130 Zahnpasta (22. September 2017) - 131 Helikopter (27. Oktober 2017) - 132 Kaffeemaschine (24. November 2017) - 133 Virus (15. Dezember 2017) - 134 Verbindungselemente (22. Dezember 2017) | - 135 Grid (15. Februar 2018) - 136 Fenster (2. März 2018) - 137 Beton (6. April 2018) - 138 Blutuntersuchung (8. Juni 2018) - 139 Telescope (6. Juli 2018) - 140 Juwel (10. August 2018) - 141 Wasser (31. August 2018) - 142 Star (5. Oktober 2018) - 143 Ampel (2. November 2018) - 144 Stone (7. Dezember 2018) - 145 Maskerade (28. Dezember 2018) - 146 Sandwich (25. Januar 2019) - 147 Detective (15. Februar 2019) - 148 Pyramide (1. März 2019) - 149 Sonnenfinsternis (12. April 2019) - 150 Herz (24. Mai 2019) - 151 Bleistift (28. Juni 2019) - 152 Fratz (2. August 2019) - 153 Kleber (30. August 2019) - 154 Eishockey (4. Oktober 2019) - 155 Plastik (1. November 2019) - 156 Der Knopf |

Die Serie ist auf DVD in Russisch und Englisch veröffentlicht. Insgesamt erschienen 17 Ausgaben sowie die Kollektionen „Favorite series“ und „Fixikit“. Einige Serien werden in verschiedenen Ausgaben wiederholt.